# Pedro Pablo Kuczynski
Pedro Pablo Kuczynski Godard (Lima, 3 ottobre 1938) è un politico ed economista peruviano, Presidente del Perù dal luglio 2016 al marzo 2018. Precedentemente era stato Primo Ministro del Perù, Ministro degli esteri dall'agosto 2005 al luglio 2006 e Ministro dell'Economia e delle Finanze durante la presidenza di Alejandro Toledo.
Kuczynski si è dimesso dalla presidenza il 23 marzo 2018, a seguito di un voto di impeachment di successo e pochi giorni prima di un probabile voto di condanna. Dal 10 aprile 2019 è in custodia cautelare, a causa di un'indagine su corruzione, riciclaggio di denaro e collegamenti con Odebrecht, una società di lavori pubblici accusata di aver pagato tangenti. 

## Biografia
Kuczynski nacque a Miraflores, Lima, in Perù, come primo figlio di Madeleine (nata Godard) e Maxime Hans Kuczyński, uno dei primi leader della sanità pubblica in Perù. È cugino del regista e critico cinematografico francese Jean-Luc Godard.
I suoi genitori fuggirono dalla Germania nel 1933 per sfuggire al nazismo. Suo padre, nato a Berlino, allora capitale dell'Impero tedesco, era un ebreo tedesco di lontane origini polacche, e sua madre era protestante, di origine franco-svizzera. Entrato in Perù nel 1936, Maxime Kuczyński mandò suo figlio a studiare prima a Lima al Markham College, e poi nel Lancashire, in Inghilterra, alla Rossall School, dove fu allievo della Casa della Croce di Malta tra il 1953 e il 1956. Ha vinto una borsa di studio per studiare all'Exeter College di Oxford e si è laureato in politica, filosofia ed economia nel 1960. In seguito, ha ricevuto la borsa di studio John Parker Compton per studiare affari pubblici all'Università di Princeton negli Stati Uniti, dove ha conseguito un master nel 1961. Ha iniziato la sua carriera alla Banca Mondiale nel 1961 come economista regionale per sei paesi dell'America Centrale, Haiti e Repubblica Dominicana.
Nel 1967, Kuczynski tornò in Perù per lavorare presso la banca centrale del paese durante la presidenza di Fernando Belaúnde. Kuczynski andò in esilio negli Stati Uniti nel 1969 a causa di persecuzioni politiche dopo che il governo di Belaunde cadde nelle mani della dittatura militare del generale Juan Velasco Alvarado con un colpo di stato. Il governo appena insediato accusò Kuczynski di aver incanalato circa 18 milioni di dollari (equivalenti a 115 milioni di dollari nel 2016) alla International Petroleum Company di Nelson Rockefeller. È entrato a far parte della Banca Mondiale come capo economista che gestiva i paesi settentrionali dell'America Latina, per poi diventare capo della pianificazione politica.
Dal 1973 al 1975 è stato partner di Kuhn, Loeb & Co., una banca d'investimento internazionale con sede a New York. Nel 1975 è tornato a Washington per diventare capo economista dell'International Finance Corporation, il braccio finanziario privato della Banca Mondiale. Successivamente, è stato nominato presidente di Halco Mining a Pittsburgh, in Pennsylvania, un consorzio minerario con attività in Africa occidentale.
Dal 1983 al 1992 è stato co-presidente di First Boston a New York, una banca d'investimento internazionale. Nel 1992 ha fondato, con altri sei soci, il Latin American Enterprise Fund (LAEF) a Miami, in Florida, una società di private equity che si è concentrata sugli investimenti in Messico, Centro e Sud America. Gli investitori istituzionali in LAEF includevano più di 15 delle più grandi dotazioni universitarie, fondazioni e fondi pensione del mondo. Nel 1983 ha contribuito a fondare il Dialogo Interamericano e ne è rimasto membro fino al 1997.

### Presidente del Perù (2016-2018)

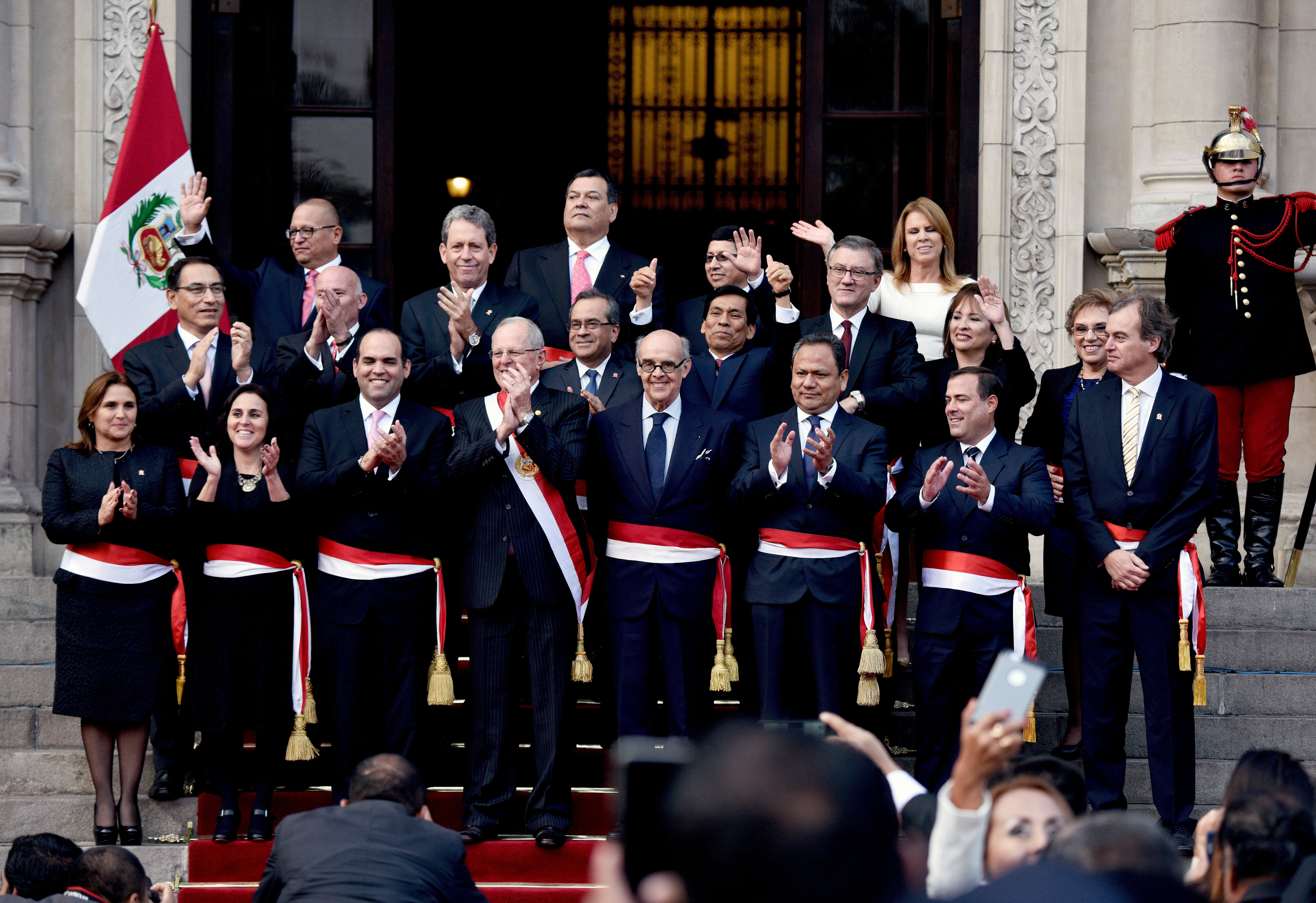
Kuczynski e il suo gabinetto, 28 luglio 2016

È stato eletto Presidente del Perù alle elezioni generali del 2016, battendo la candidata Keiko Fujimori al ballottaggio del 5 giugno. Ha prestato giuramento come presidente il 28 luglio 2016. All'età di 77 anni, è stato il presidente più anziano ad assumere l'incarico. 
Come parte della recente spinta in Perù per riconoscere e integrare i popoli indigeni nella vita nazionale, il governo di Kuczynski ha sostenuto l'uso delle lingue indigene in Perù, con la stazione televisiva statale che ha iniziato a trasmettere nel dicembre 2016 un programma di notizie quotidiane in quechua e nell'aprile 2017 uno in aymara. Il discorso del presidente sullo stato dell'Unione è stato tradotto simultaneamente in quechua nel luglio 2017. 

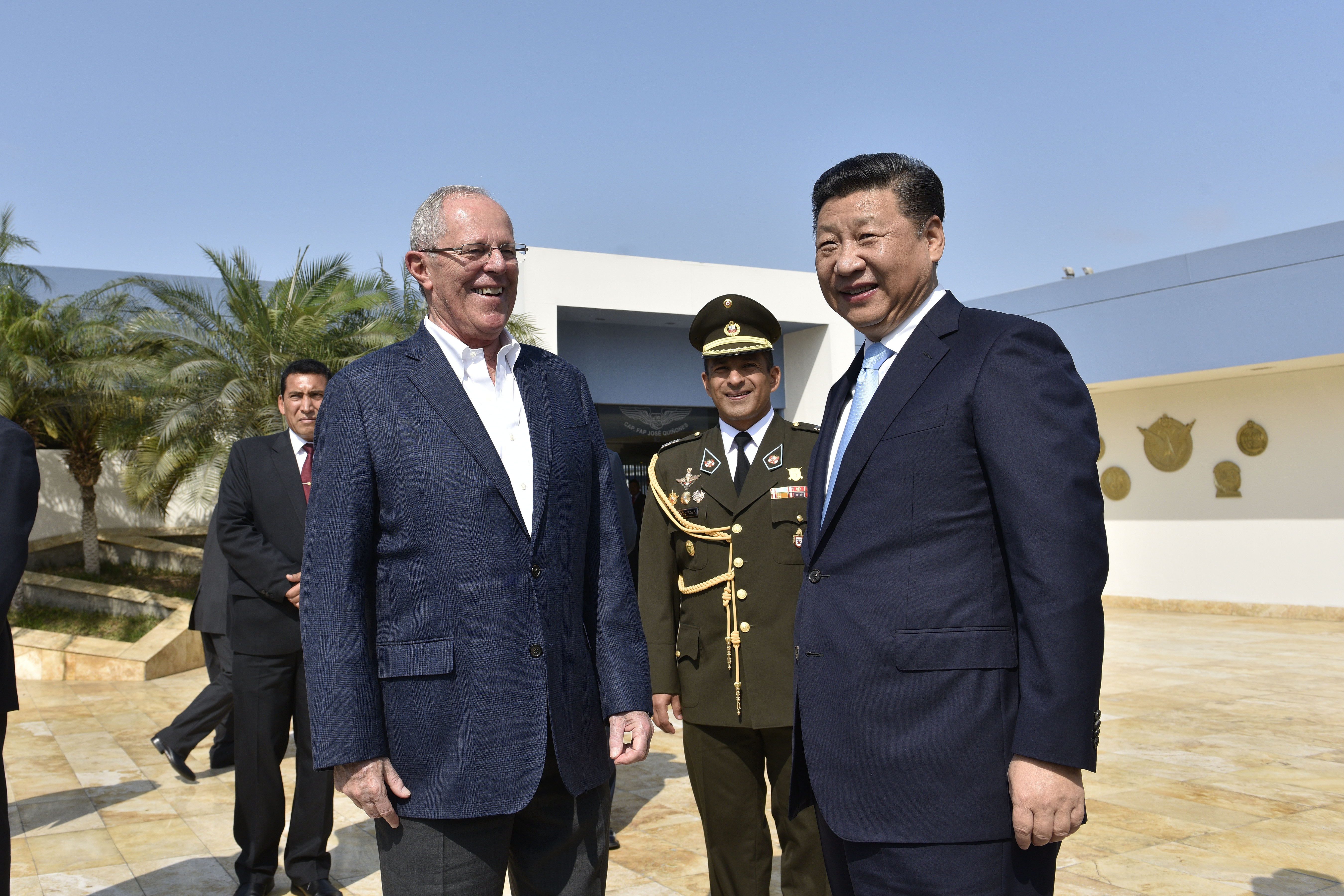
Kuczynski con Xi Jinping in Perù nel 2017

Quasi subito dopo aver vinto le elezioni, Kuczynski, nonostante le precedenti dichiarazioni pubbliche a sostegno del conservatorismo sociale, nominò quasi tutti i suoi ministri di sinistra (compresi molti degli ex ministri di Toledo), e il suo governo divenne rapidamente noto per la sua promozione del femminismo, del diritto all'aborto e dei diritti LGBT. Questo fatto non piacque ai conservatori che lo avevano precedentemente sostenuto, il che portò alla censura di due dei suoi ministri dell'istruzione da parte del Congresso controllato dall'opposizione e a un voto di sfiducia per l'intero gabinetto nel 2017.
In politica estera Kuczynski si oppose al governo di Nicolás Maduro in Venezuela e accolse gli espatriati venezuelani. Quasi 200.000 venezuelani si stabilirono in Perù, altri si trasferirono in Perù, poi in Cile o in Argentina. Kuczynski è stato uno dei primi leader della fazione latinoamericana che ha chiesto la democratizzazione del Venezuela. Il Perù ha revocato l'invito del Venezuela all'8° Vertice delle Americhe a causa del piano di Maduro di tenere elezioni presidenziali anticipate, poiché i principali partiti di opposizione sono stati banditi da esso.
Il 24 dicembre 2017 concede la grazia all'ex Presidente Alberto Fujimori in carcere dal 2007 per corruzione e crimini contro l'umanità.
Nel marzo 2018, in seguito ad accuse di voto di scambio per aver barattato con l'opposizione la liberazione di Fujimori con una votazione a proprio favore quando era incriminato per corruzione, presenta le dimissioni dalla carica, sebbene gli impeachment siano comunque falliti grazie al supporto dei gruppi fujimoristi. Gli subentra il vice presidente Martín Vizcarra.

## Vita privata
Kuczynski è stato sposato due volte, la prima con Jane Dudley Casey, figlia di Joseph E. Casey, un ex membro della Camera dei Rappresentanti degli Stati Uniti per il 3° distretto del Massachusetts. I loro figli sono la donna d'affari Carolina Madeleine Kuczynski, il giornalista del New York Times Alex Kuczynski, e John-Michael Kuczynski. Kuczynski e Casey hanno divorziato nel 1995.
La seconda moglie di Kuczynski è Nancy Lange, americana e First Lady del Perù fino alle dimissioni di Kuczynski nel 2018.  La coppia, che si è sposata nel 1996, ha una figlia, Suzanne Kuczynski Lange, laureata in biologia.

## Controversie

### Caso Lava Jato
Il 10 aprile 2019 è stato arrestato insieme alla sua segretaria Gloria Kisic Wagner e al suo ex autista José Luis Bernaola per un presunto reato di riciclaggio di denaro nel caso Odebrecht. A sua volta, ha autorizzato la Procura a perquisire per 48 ore le case collegate ai loro dintorni alla ricerca di documenti relativi a quel caso.
Il 19 aprile 2019, il giudice Jorge Chávez ha posto Kuczynski in detenzione preventiva per un periodo di 3 anni. Kuczynski ha ricevuto la notizia in una clinica di Lima dove era ricoverato per un intervento cardiaco derivato da una crisi di ipertensione. Per Gloria Kisic Wagner e José Luis Bernaola, il giudice ha respinto la carcerazione preventiva e ha ordinato che entrambi scontassero una comparizione limitata.
Il 2 maggio 2019, Kuczynski ha lasciato la clinica dove era ricoverato ed è stato trasferito a casa sua dove è posto agli arresti domiciliari.

### Pandora Papers
Nella fuga di notizie sui Pandora Papers del 3 ottobre 2021, Kuczynski è stato nominato nei documenti rivelati.  La fuga di notizie avrebbe dimostrato che quando Kuczynski era ministro dell'Economia nel luglio 2004, ha creato Dorado Asset Management LTD con l'aiuto di OMC Group nelle Isole Vergini britanniche.  L'avvocato di Kuczynski ha risposto ai documenti di Pandora dicendo che "Dorado è stato concepito esclusivamente come un meccanismo legale per la protezione del patrimonio. Era utilizzato solo per due proprietà acquisite con denaro di provenienza lecita".